# Arichanna pryeraria
Arichanna pryeraria är en fjärilsart som beskrevs av John Henry Leech 1891. Arichanna pryeraria ingår i släktet Arichanna och familjen mätare. Inga underarter finns listade i Catalogue of Life.